# Parti Breton
Die Parti Breton / Strollad Breizh (Bretonische Partei) ist eine nationalistische, separatistische und sozialdemokratische politische Partei in Frankreich, die die Schaffung einer bretonischen Republik und deren Eintritt in die Europäische Union fordert.

## Geschichte und Programm
Die Partei entstand 2002. Ihr Ziel ist es, die notwendigen Einrichtungen für die wirtschaftliche, soziale, kulturelle, ökologische und politische Entwicklung der Bretagne (das heißt, die Verwaltungsregion Bretagne und das Département Loire-Atlantique) zu schaffen, wie es schon der Fall für andere europäische Nationen wie Schottland, Irland oder Katalonien ist.
Die Partei sieht die Bretagne immer noch als Nation. Sie fordert deshalb für sie Freiheitsrechte im europäischen Rahmen, dies bedeutet die langfristige Schaffung eines bretonischen Staats als Mitglied der Europäischen Union, sowie die Gründung von europäisch und international anerkannten bretonischen Einrichtungen. Jenseits des Prinzips, dass eine Nation gewisse Rechte besitzt, wird die Tatsache betont, dass dieser Emanzipationsprozess überhaupt positiv für die Bretagne wäre, was die Wirtschaft, die Kultur und die Umwelt betrifft.

## Ideen
Das Schlagwort der Partei lautet: "eine befreite und wiedervereinigte Bretagne".
Die Partei analysiert die Gründe für den Fehlgang der bretonischen politischen Bewegungen und will „die Bretonen nehmen, wie sie sind, nicht, wie wir möchten, dass sie sind“. Politisch befindet sich die Partei zwischen der Sozialdemokratie und dem Linksliberalismus. Sie hat 400 Mitglieder, unter ihnen viele, die vorher nie in der bretonischen Bewegung (Emsav) einbezogen worden sind. Die Mitglieder stammen aus den Mitte-links-Parteien, wie der Professor und Unternehmer aus Nantes Jean-Paul Moisan, oder aus den Mitte-rechts-Parteien, wie der jetzige Vorsitzende Gérard Olliéric.

## Organisation
Sie ist föderal organisiert. Die Grundeinheit ist die Föderation (Landesverband), dann eventuell die Sektion. Zurzeit existiert ein Verband je bretonisches Département, ein anderer für die Pariser Region und ein letzter für alle anderen Mitglieder, deren Sitz London ist.
Jeder Landesverband wählt seinen Sekretär und eventuell einen Vizesekretär und Schatzmeister. Die Rolle des Sekretärs besteht darin, den Verband außerhalb oder innerhalb der Partei zu vertreten. Die Sekretäre sind also Schlüsselpersonen für die Partei. Jedoch sind sie keine Leiter, sondern Vertreter. Sie sind trotzdem normale Mitglieder. Die Landesverbände sind auch für die Stellungnahmen der Partei zuständig. Im Grunde genommen meint zunächst die Partei, dass es wichtig sei, zu besonderen und lokalen Themen Stellung zu beziehen. Dann bestimmen die Mitglieder die Stellungnahme. Schließlich unterschreibt der Sekretär die Stellungnahme, im Namen der Partei und der Föderation.
Die nationalen Gremien werden während eines Kongresses gewählt, unter anderen der Nationalrat (das Parlament der Partei). Er besteht aus gewählten Mitgliedern, die alle drei Monate eine Sitzung haben. Er äußert sich auf die wichtigen nationalen Richtungen der Partei (er kann das von den Mitgliedern vorgeschlagene Parteiprogramm, die Koalitionsstrategie, die Bewerbungen auswählen usw.).
Manchmal dürfen auch Mitglieder der Denkausschüsse, die besondere Themen des Parteiprogramms zu schreiben haben (Wirtschaft, Einrichtungen usw.), darin sitzen.
Der Vorstand wird von dem im Rahmen des Kongresses gewählten exekutiven Vorsitzenden präsidiert. Die Sitzungen finden alle drei Monate statt. Er besteht aus von dem Nationalrat ernannten Sekretären und dem Parteivorsitzenden. Er ist das exekutive Gremium auf der Parteiebene.

## Askol
Askol (ein Verband der bretonischen Abgeordneten für die Demokratie) entstand 2004. Er besteht aus den Mandatsträgern der Bretagne, die Mitglieder oder Anhänger der Partei sind. Ihr Ziel ist es, die institutionelle Emanzipation der Bretagne zu fördern. Der Vorsitzende ist Yann Jestin, Vizebürgermeister von Lesneven, und der Vize-Vorsitzende Jean-Claude Rivallain, ehemaliger Stadtrat von Vigneux-de-Bretagne.

## Les Jeunes Bretons/Ar Vretoned Yaouank
Es ist die Jugendorganisation der Partei, die im Rahmen des Parteikongresses von 2007 entstand. Sie soll auf die Jugend gezielte Aktionen veranstalten. Les Jeunes Bretons/Ar Vretoned Yaouank haben 2006 an den von dem PNV (Nationalistische Partei des Baskenlands) organisierten internationalen Tagen der Jugend in Bilbao teilgenommen. Les Jeunes Bretons / Ar Vretoned Yaouank haben im Februar 2008 ein Konzept verfasst, die ihre Ideen zusammenfasst: « C’est maintenant ! » ("Es geschieht jetzt!"), das auf ihrer Webseite verfügbar ist. Seit September 2008 veröffentlichen sie regelmäßig eine Internet-Zeitschrift namens "Yaouankiz" (die Jugend).

## Wahlergebnisse
Die bretonische Partei hat sich schon mehrmals zur Wahl gestellt, etwa für die Kantonalwahlen 2004 und 2005. Die Kandidaten bekamen zwischen 1,5 % und 4 % der Stimmen.
4 Kandidaten haben sich für die Parlamentswahlen 2007 gestellt:
Yves Le Mestric im Wahlkreis von Vitré, und sein Stellvertreter Brice Mallet. 686 Stimmen, oder 0,89 %.
Gérard Guillemot für den Wahlkreis von Rennes-Süd, und sein Stellvertreter Sébastien Girard. 249 Stimmen oder 0,57 %.
Emile Grabville für den Wahlkreis von Redon, und sein Stellvertreter Olivier Berthelot. 847 Stimmen oder 1,27 %.
Hervé Le Guen für den Wahlkreis von Lorient, und sein Stellvertreter Gaël Fleurent. 686 Stimmen oder 1,44 %.
Während einer Kantonalwahl am 23. September 2007 erhielt Emile Granville 3,58 % der Stimmen.
2008 erhielt Yann Jestin, Vorsitzender von Askol, 25,18 % der Stimmen während einer Kantonwahl in Lesneven.
Während der Kommunalwahlen 2008 stellten sich ca. 20 Mitglieder der Partei zur Wahl. 10 von ihnen wurden gewählt, unter ihnen ein Bürgermeister und drei Vizebürgermeister. Zum ersten Mal wurden nationalistische Kandidaten in der Bretagne gewählt.
Bei den Europawahlen 2009 erhielt die Partei 32 712 Stimmen, 2,45 % in der Bretagne. Im Département Finistère landete sie sogar vor der Front National.